# Toponimi v koprskem primorju
Toponimi v koprskem primorju (kraji) so izredno številni – kar 8538, od tega je 7359 ledinskih in 1179 krajevnih toponimov. Zaradi obsežnosti so opisani samo zgodovinski in najbolj zanimivi ter tisti, ki se največkrat pojavljajo. 

## Razlaga oz. izvor
- Ankaran - staro ime Ultra, Oltra[navedi vir]; it. Ancarano
- Boršt - rimsko Elpidium, it. Boste
- Čentur - Centurio (slo. Stotinja), it. Centora
- Dekani - De Cani (italijanska plemiška družina); v nekaterih virih tudi Villa canum (Pasja vas)[navedi vir]
- Gradin - verjetno, ker je tu nekoč stal grad[navedi vir]
- Koštabona - Castrum Bonae (utrdba Bone, poganske boginje)
- Krkavče - keltski koren –kar (pomeni skala, kamen)[navedi vir]
- Labor - romansko (lovor, lat. laurea)[navedi vir]
- Lopar - strehe, pokrite s slamo → podobne lopam; [navedi vir]nem. Laub (listje; iz listja, slame, lubja narejena streha)[navedi vir]
- Movraž - družina Maurocent[navedi vir]
- Nova vas - Villa Nova, kasneje Villanuova[navedi vir]
- Padna - že po ustnem izročilu stara Padna[navedi vir]
- Predloka - pred Loko (loka – močvirnat travnik – izpeljano iz praslovanščine in stare cerkvene slovanščine)[navedi vir]
- Puče - lat. puteus, ital. pozzo, slo. mlaka[navedi vir]
- Rižana - po reki Rižani[navedi vir]
- Rožar - Razari, Rosario[navedi vir]
- Smokvica - Figarola, Figaruola (smokev → figa)[navedi vir]
- Sv. Anton - vmes tudi Pridvor, sv. Anton je bil vaški patron[navedi vir]
- Sv. Peter - (San Pietro dell' Amata, S. Petrus de la Macta) leta 1954 Raven, leta 1992 spet sv. Peter[navedi vir]
- Škofije - Albaro, ben. Scoffie[navedi vir]
- Šmarje - Santa Maria, St. Maria, Štmarja (tudi cerkev posvečena sv. Mariji)[navedi vir]
- Topolovec - topoli (vrsta drevesa; hipoteza pravi, da je izpeljana iz lat. pōpulus)[navedi vir]
- Truške - Ceruschie[navedi vir]
- Zanigrad - zadnja v vrsti gradov (zadnji grad)[navedi vir]
- Zazid - Zaradi obrambnega zida → hiše so bile za zidom[navedi vir]